# Lijst van zwemrecords 4×50 meter vrije slag mannen
Dit is een overzicht van de verschillende zwemrecords op de 4×50 meter vrije slag bij de mannen op de kortebaan (25 meter). Het wereldrecord wordt pas sedert december 2013 officieel bijgehouden door de FINA. Hoewel deze discipline al enkele jaren beoefend werd, werd België hierdoor de eerste officiële wereldrecordhouder.

## Kortebaan (25 meter)

### Ontwikkeling wereldrecord
| Nr. | Naam                                                                                                | Land             | Tijd    | Datum            | Plaats      |
| --- | --------------------------------------------------------------------------------------------------- | ---------------- | ------- | ---------------- | ----------- |
|     | Caeleb Dressel, Ryan Held, Jack Conger, Michael Chadwick                                            | Verenigde Staten | 1.21,80 | 14 december 2018 | Hangzhou    |
|     | Vladimir Morozov, Evgeny Sedov, Oleg Tikhobaev, Sergej Fesikov                                      | Rusland          | 1.22,60 | 6 december 2014  | Doha        |
|     | Vladimir Morozov, Sergej Fesikov, Jevgeni Lagoenov, Nikita Konovalov                                | Rusland          | 1.23,36 | 15 december 2013 | Herning     |
|     | François Heersbrandt, Yoris Grandjean, Pieter Timmers, Jasper Aerents                               | België           | 1.25,52 | 15 december 2013 | Herning     |
|     | Officieus (FINA houdt wereldrecords pas bij sedert Europese kampioenschappen kortebaanzwemmen 2013) |                  |         |                  |             |
|     | Alain Bernard, Fabien Gilot, Amaury Leveaux, Frédérick Bousquet                                     | Frankrijk        | 1.20,77 | 14 december 2008 | Rijeka      |
|     | Alain Bernard, Fabien Gilot, Antoine Galavtine, Frédérick Bousquet                                  | Frankrijk        | 1.22,38 | 14 december 2008 | Rijeka      |
|     | Petter Stymne, Marcus Piehl, Per Nylin, Stefan Nystrand                                             | Zweden           | 1.24,19 | 16 december 2007 | Debrecen    |
|     | Stefan Nystrand, Petter Stymne, Marcus Piehl, Jonas Tilly                                           | Zweden           | 1.24,89 | 10 december 2006 | Helsinki    |
|     | Mark Veens, Mitja Zastrow, Gijs Damen, Johan Kenkhuis                                               | Nederland        | 1.25,03 | 11 december 2005 | Triëst      |
|     | Mark Veens, Johan Kenkhuis, Gijs Damen, Pieter van den Hoogenband                                   | Nederland        | 1.25,55 | 14 december 2003 | Dublin      |
|     | Aaron Ciarla, Neil Walker, Nate Dusing, Jason Lezak                                                 | Verenigde Staten | 1.25,87 | 20 oktober 2001  | New York    |
|     | Bryan Jones, Matt Ulrickson, Robert Bogart, Leffie Crawford                                         | Verenigde Staten | 1.26,78 | 23 maart 2000    | Minneapolis |
|     | Mark Veens, Johan Kenkhuis, Stefan Aartsen, Pieter van den Hoogenband                               | Nederland        | 1.26,99 | 12 december 1998 | Sheffield   |

### OntwikkelingEuropeesrecord
| Nr. | Naam                                                                                                | Land      | Tijd    | Datum            | Plaats    |
| --- | --------------------------------------------------------------------------------------------------- | --------- | ------- | ---------------- | --------- |
|     | Vladimir Morozov, Sergej Fesikov, Jevgeni Lagoenov, Nikita Konovalov                                | Rusland   | 1.23,36 | 15 december 2013 | Herning   |
|     | François Heersbrandt, Yoris Grandjean, Pieter Timmers, Jasper Aerents                               | België    | 1.25,52 | 15 december 2013 | Herning   |
|     | Officieus (FINA houdt wereldrecords pas bij sedert Europese kampioenschappen kortebaanzwemmen 2013) |           |         |                  |           |
|     | Alain Bernard, Fabien Gilot, Amaury Leveaux, Frédérick Bousquet                                     | Frankrijk | 1.20,77 | 14 december 2008 | Rijeka    |
|     | Alain Bernard, Fabien Gilot, Antoine Galavtine, Frédérick Bousquet                                  | Frankrijk | 1.22,38 | 14 december 2008 | Rijeka    |
|     | Petter Stymne, Marcus Piehl, Per Nylin, Stefan Nystrand                                             | Zweden    | 1.24,19 | 16 december 2007 | Debrecen  |
|     | Stefan Nystrand, Petter Stymne, Marcus Piehl, Jonas Tilly                                           | Zweden    | 1.24,89 | 10 december 2006 | Helsinki  |
|     | Mark Veens, Mitja Zastrow, Gijs Damen, Johan Kenkhuis                                               | Nederland | 1.25,03 | 11 december 2005 | Triëst    |
|     | Mark Veens, Johan Kenkhuis, Gijs Damen, Pieter van den Hoogenband                                   | Nederland | 1.25,55 | 14 december 2003 | Dublin    |
|     | Denys Sylantjev, Aleksandr Volynets, Oleg Lisogor, Vyacheslav Shyrshov                              | Oekraïne  | 1.26,09 | 16 december 2001 | Antwerpen |
|     | Mark Veens, Johan Kenkhuis, Stefan Aartsen, Pieter van den Hoogenband                               | Nederland | 1.26,99 | 12 december 1998 | Sheffield |
|     | Zsolt Hegmegi, Lars-Ove Jansson, Joakim Holmqvist, Pär Lindström                                    | Zweden    | 1.27,62 | 3 december 1994  | Stavanger |
|     | Pär Lindström, Göran Titus, Joakim Holmqvist, Peter Parlklo                                         | Zweden    | 1.27,94 | 21 november 1992 | Espoo     |

### OntwikkelingBelgischrecord
| Nr. | Naam                                                                  | Club | Tijd    | Datum            | Plaats  |
| --- | --------------------------------------------------------------------- | ---- | ------- | ---------------- | ------- |
|     | Jasper Aerents, Pieter Timmers, François Heersbrandt, Yoris Grandjean | KBZB | 1.24,86 | 15 december 2013 | Herning |
|     | François Heersbrandt, Yoris Grandjean, Pieter Timmers, Jasper Aerents | KBZB | 1.25,52 | 15 december 2013 | Herning |

### OntwikkelingNederlandsrecord
| Nr. | Naam                                                                                                | Club                                                                                                | Tijd                                                                                                | Datum                                                                                               | Plaats                                                                                              |
|     | Officieus (FINA houdt wereldrecords pas bij sedert Europese kampioenschappen kortebaanzwemmen 2013) | Officieus (FINA houdt wereldrecords pas bij sedert Europese kampioenschappen kortebaanzwemmen 2013) | Officieus (FINA houdt wereldrecords pas bij sedert Europese kampioenschappen kortebaanzwemmen 2013) | Officieus (FINA houdt wereldrecords pas bij sedert Europese kampioenschappen kortebaanzwemmen 2013) | Officieus (FINA houdt wereldrecords pas bij sedert Europese kampioenschappen kortebaanzwemmen 2013) |
| --- | --------------------------------------------------------------------------------------------------- | --------------------------------------------------------------------------------------------------- | --------------------------------------------------------------------------------------------------- | --------------------------------------------------------------------------------------------------- | --------------------------------------------------------------------------------------------------- |
|     | Mark Veens, Mitja Zastrow, Gijs Damen, Johan Kenkhuis                                               | KNZB                                                                                                | 1.25,03                                                                                             | 11 december 2005                                                                                    | Triëst                                                                                              |
|     | Mark Veens, Johan Kenkhuis, Gijs Damen, Pieter van den Hoogenband                                   | KNZB                                                                                                | 1.25,55                                                                                             | 14 december 2003                                                                                    | Dublin                                                                                              |
|     | Johan Kenkhuis, Gijs Damen, Ewout Holst, Pieter van den Hoogenband                                  | KNZB                                                                                                | 1.26,32                                                                                             | 16 december 2001                                                                                    | Antwerpen                                                                                           |
|     | Mark Veens, Johan Kenkhuis, Stefan Aartsen, Pieter van den Hoogenband                               | KNZB                                                                                                | 1.26,99                                                                                             | 12 december 1998                                                                                    | Sheffield                                                                                           |
|     | Ewout Holst, Johan Kenkhuis, Stefan Aartsen, Mark Veens                                             | KNZB                                                                                                | 1.28,47                                                                                             | 12 december 1998                                                                                    | Sheffield                                                                                           |